# Apple Car Project
Apple Car Project、通称Project Titanは、Appleが2014年から開発中だった自動運転車開発プロジェクト。2024年2月に中止決定が報道された。メディアではApple Car  (アップルカー) などと呼称されていた。

## 開発
自動車産業への参入はスティーブ・ジョブスの悲願だったとされる。報道によるとProject Titanの名称で知られる自動運転を搭載した電気自動車の開発計画を2010年代半ばからスタートさせている。開発に伴い自動運転技術を持つベンチャーを買収している。このプロジェクトは、2016年〜2020年にはボブ・マンズフィールド元ハードウェアエンジニアリング担当上級副社長が率いていたが、2020年にはジョン・ジャナンドレア機械学習・人工知能戦略担当上級副社長に引き継がれた。
構想の一つでは、座席は向かい合ったかたちで設置され、車は完全に自動走行するため車内にハンドルやペダルなどは存在しない。なお、Apple自身は自前で自動車を製造する能力は持たず、提携企業を探して交渉を進めているとされる。
2020年にはロイターによって2024年に発売する予定と報じられた。2021年11月18日にはブルームバーグが2025年に発売予定であると報じた。2023年6月30日には、 Apple InsiderがアナリストDaniel Ivesによる予測として2026年には発売予定であると報じた。
2024年2月28日、ブルームバーグ紙がプロジェクトの中止を報じた。報道によると、アップルは27日、社内でこの情報を共有し、同プロジェクトに携わる約2000人の従業員に驚きをもって迎えられたという。携わっていたスタッフの多くはジョン・ジャナンドレアが率いる機械学習・人工知能部門に移るという。自動運転技術開発の遅延や収益性への懸念が原因と分析されている。Appleの担当者はコメントを差し控えた。